# Tempelj Dhammayangyi
Tempelj Damajandži (Dhammayangyi)(burmansko ဓမ္မ ရံ ကြီး ပုထိုး, IPA: [dəma̰jàɴdʑí pətʰó]) je budistični tempelj v Baganu v Mjanmarju. Je največji tempelj v Baganu, znan kot " Damajan, kot je ", in je bil zgrajen, ko je vladal kralj Naratu (1167-1170).  Naratu je prišel na prestol, ko je umoril svojega očeta Alaungsituja in njegovega starejšega brata, in je verjetno zgradil tempelj, da bi se spokoril za svoje grehe. 
To je najširši tempelj v Baganu in je zgrajen po podobnem načrtu kot tempelj Ananda.  Burmanska kronika navaja, da so kralja med gradnjo umorili neki Indijci in nato ni bil dokončan. Singalski viri pa navajajo, da so kralja ubili Singalci. Pravijo, da je bil nezadovoljen s hindujskimi obredi, ki jih je opravljala tudi indijska princesa, hči Pateikaje, in jo je zato usmrtil. Njen oče se je želel maščevati in je poslal osem častnikov, preoblečenih v brahmane, ki so umorili Naratuja prav v tem templju.

## Opis
V notranjosti templja sta dva ambulatorija. Skoraj vsi notranji prehodi so bili že pred stoletji namerno napolnjeni z opeko in lomljencem. Prav tako so z opeko napolnjena tri od štirih Budovih svetišč. Preostalo zahodno svetišče ima dve izvirni podobi Gautame in Maitreje, zgodovinski in prihodnji Buda, ki sedita skupaj.
Med seboj povezana opeka brez malte na templju je najbolj cenjena na zgornjih terasah ter velja za najboljše delo v Baganu. Žal najvišje terase in skrita stopnišča, ki vodijo do njih, zdaj niso dostopni obiskovalcem. Dostopne so samo štiri verande in zunanji hodniki. 